# Quercus stewardiana
Quercus stewardiana — вид рослин з родини букових (Fagaceae), поширений у Китаї.

## Опис
Дерево зазвичай 8, але досягає 12 метрів заввишки. Гілочки без волосся. Листки від еліптично-ланцетних до довгасто-еліптичних, шкірясті, товсті, 6–12 × 2–4 см; верхівка від загостреної до хвостатої; основа клиноподібна; край віддалено зазубрений біля вершини; верх блискучий темно-зелений; низ білуватий, з деякими волосками або голий; ніжка безволоса, 1.5–3 см. Період цвітіння: липень. Маточкові суцвіття завдовжки 2 см, у пазусі нових пагонів. Жолуді широко яйцюваті, 8–15 мм; чашечка вкриває 1/2 горіха, завдовжки 6–8 мм, у діаметрі 10–15 мм, з 5–9 концентричними кільцями з зубчастим краєм; дозрівають на другий рік.

## Середовище проживання
Поширення: Китай (Аньхой, Гуандун, Гуансі, Гуйчжоу, Хубей, Хунань, Цзянсі, Сичуань, Юньнань, Чжецзян). Росте на висотах від 1000 до 2800 метрів, населяє скелясті схили в субтропічних лісах.